# キアシヒタキ
キアシヒタキ（黄足鶲、学名：Tregellasia capito）は、スズメ目オーストラリアヒタキ科に属する鳥類の1種。オーストラリア東部の固有種であり、その自然の生息場所は、亜熱帯ないし熱帯の湿性低地林である。2亜種が認められており、クイーンズランド州北部に分布する T. c. nana は小さく、クイーンズランド州南東部およびニューサウスウェールズ州北東部で稀に見られる基亜種 T. c. capito のほうが大きい。

## 分類
キアシヒタキは、1854年に鳥類学者ジョン・グールドにより初めて記載された。長年にわたり本種は、羽衣（うい）および巣や生態に基づき、他のキバラヒタキ類とともにキバラヒタキ属 Eopsaltria に分類された。その他、巣立ち雛の羽衣の類似によりマミジロヒタキ属 Poecilodryas にも置かれた。しかしながら、本種および同類のカオジロキアシヒタキの双方に最も近縁であるものは明らかになっておらず、そのため、1912年にグレゴリー•マシューズが初めて起こした独自の小さな属のキアシヒタキ属 Tregellasia に置かれている。英名は Pale-yellow Robin であるが、すべてのオーストラリアヒタキ類と同様、ヒタキ科のヨーロッパコマドリ（英: European Robin）もしくはツグミ科のコマツグミ（英: American Robin）のどちらにも近縁関係はなく、本種は、ホウセキドリ類やオーストラリアムシクイ、ミツスイ類ならびにカラス類など多くの熱帯やオーストラリアのスズメ目からなるカラス小目 Corvida に属する。
本種の一般的な別名としては、Large-headed Robin および Pale Robin がある。

### 亜種

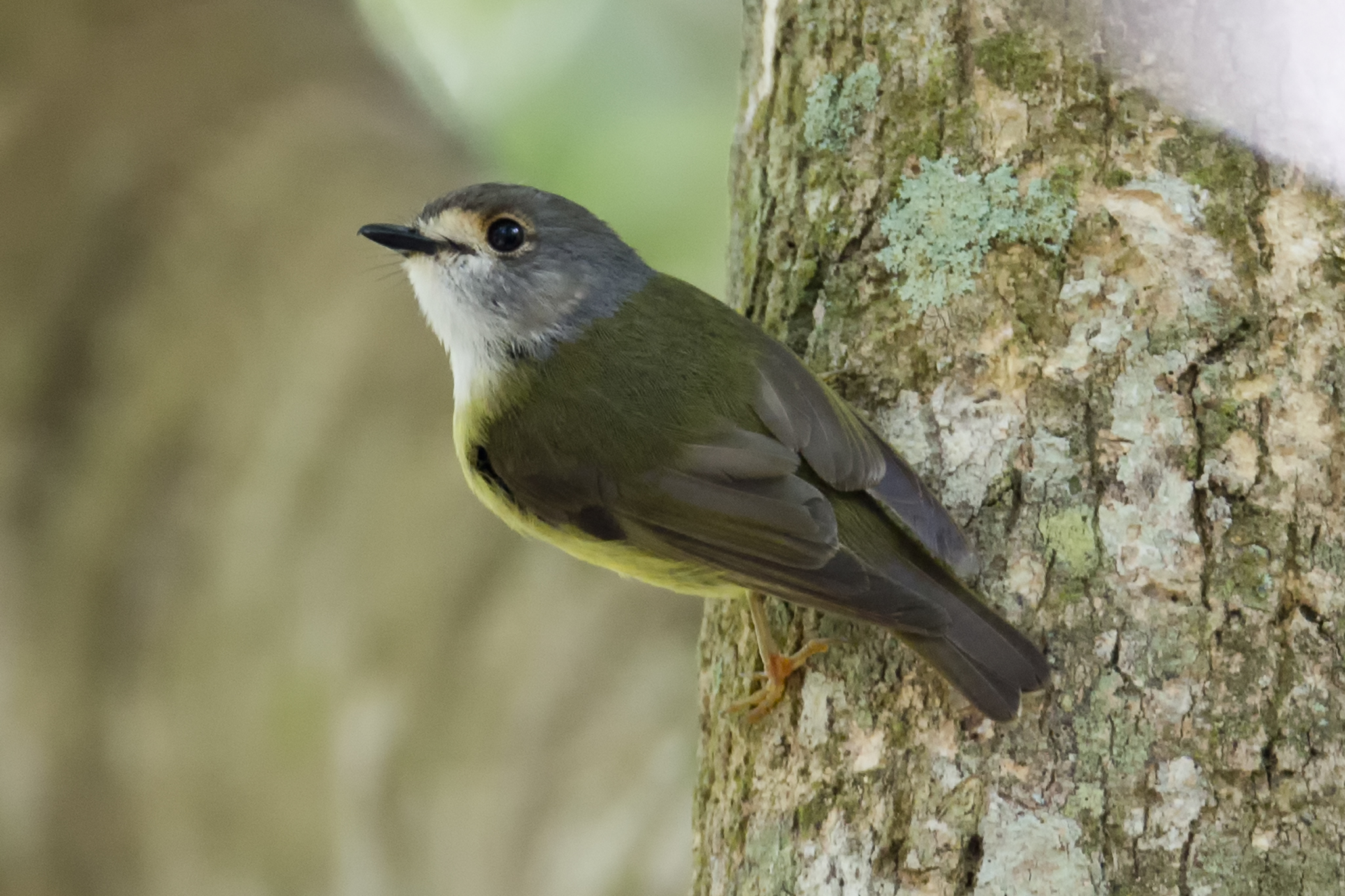
クイーンズランド州北部

- T. c. capito - 基亜種。クイーンズランド州南東部からニューサウスウェールズ州北東部の多雨林に生息する。北部の亜種 T. c. nana よりも大きく、顔が淡灰白色であり、その分布域において稀である。
- T. c. nana - カードウェル（英語版）で採取された標本から、1878年にE. P. ラムゼーにより Eopsaltria nana として記載され、buff-faced robin または rufous-lored robin と呼ばれる亜種であり、クイーンズランド州北部の多雨林に離れて生息する[5]。南部の基亜種よりも小さく、その亜種小名 nana は、ラテン語で「小人」を意味する。顔は淡黄褐色で、淡橙褐色のアイリング（囲眼輪）がある。その分布域においてかなり多く生息する。

## 形態
全長約13cm (12-14cm)、体重15-18g。雌雄同色。地味な外観の鳥であり、上面はオリーブ緑色で、頭部から後頸にかけては灰色。翼羽および尾は褐色みを帯びる。喉は白く、目先は南の亜種が灰白色で、北の亜種は黄褐色である。胸や腹は黄色。足は黄橙色で、虹彩は暗褐色。くちばしは黒くて細く、嘴長およそ1.5cm。幼鳥は赤褐色で頭部に淡い縦縞がある。ヒガシキバラヒタキに似るが、ヒガシキバラヒタキは足が黒色で、やや大きいことから識別できる。

## 分布
キアシヒタキは、クイーンズランド州北部のアモス山（エイモス山、Mount Amos）から
パルマ (Paluma) にかけてと、サンシャイン・コーストのクールーラ (Cooloola) からニューサウスウェールズ州のバーリントン・トップス国立公園 (Barrington Tops National Park) にかけて生息する。本種は、多雨林ないし密集したユーカリ林、とりわけ Lawyer Vine の生える場所を好む。

## 生態
キアシヒタキは、ディスプレイないし自分の領域を防御するときに震わせた鳴き声を発する。樹上性の鳥で、主に食虫性であるが、種子を捕食することもある。

### 繁殖
巣材および営巣場所として、棘（とげ）のある Lawyer Vine (Calamus muelleri) ないし低い若木を使う。コケ、木の皮、葉とともに、草、細根、クモの巣で椀形の巣をつくり、その巣は、高さ10m以内にあるが、かなり低いことも多い。繁殖期は7-12月（ニューサウスウェールズ州-クイーンズランド州9-12月、クイーンズランド州北東部7-12月）で、1回または時に2回繁殖する。一腹2個の20×16mmとなる楕円形の卵を産む。卵は淡緑色に褐色の斑点がある。